# جيريمي سوان
جيريمي سوان (بالإنجليزية: Jeremy Swan)‏ هو طبيب قلب أيرلندي، ولد في 1 يونيو 1922 في الجمهورية الأيرلندية، وتوفي في 7 فبراير 2005 بسبب نوبة قلبية.